# Никколо Пизано
Никко́ло Пиза́но, также Нико́ла Пиза́но, Никко́ло де Апулия (итал. Nicola Pisano, Nicсolо de Apulia; между 1210 и 1220, Апулия — между 1278 и 1284, Тоскана) — скульптор и архитектор итальянского проторенессанса луккано-пизанской школы. Один из главных мастеров готической скульптуры в Италии. Он сыграл новаторскую роль в скульптуре. Подобно Джотто стремлением к натурализму он преобразил характерные черты итальянской скульптуры во второй половине тринадцатого века. Отец скульптора и архитектора Джованни Пизано.

## Биография
Точная дата и место рождения Никколо Пизано неизвестны. Хотя он и получил имя «Пизано», вполне вероятно, что Пиза не была его родным городом, учитывая, что в архивах Сиенского собора он назван «сыном Пьетро из Апулии», и, следовательно, имел апулийское происхождение. Возможно, Никколо учился в местных мастерских при дворе императора Священной Римской империи Фридриха II — центра распространения классических традиций в искусстве. Вероятно, около 1245 года он переехал в Тоскану и работал в Кастелло дель Императоре в Прато. Предполагается, что изображения львов на портале замка выполнено Пизано. «Голова девушки», которая экспонируется в Палаццо Венеция в Риме, также считается работой Пизано тосканского периода.
Позднее Пизано переехал в Лукку. На фасаде собора Святого Мартина в Лукке им были выполнены рельефы «Рождество», «Поклонение волхвов» и «Снятие с креста» (северный тимпан). Между 1245 и 1250 годами скульптор работал в Пизе. Здесь родился его сын Джованни. В документах с этого времени упоминается как Никколо Пизано.

## Кафедра пизанского Баптистерия
Около 1255 года Пизано получил заказ на создание кафедры для Баптистерия в Пизе. Работу он выполнял с несколькими помощниками, среди которых были Арнольфо ди Камбио и Лапо ди Ричевуто. Эта первое подписанное скульптором произведение считается одним из его шедевров, здесь Пизано удалось соединить приёмы позднеримских рельефов с христианской иконографией и эстетикой. По сообщению Джорджо Вазари, Пизано изучал древнеримскую скульптуру времён Октавиана Августа, её влияние чувствуется в скульптурах и рельефах кафедры пизанского Баптистерия.
Шестиугольное сооружение из белого, розово-красного и тёмно-зелёного мрамора опирается посредством арок в виде готических трифолиев (трилистников) на одну центральную и шесть периметральных колонн из красного мрамора. Три колонны попеременно опираются на спины мраморных львов. Наверху — скульптурное изображение орла, которое поддерживает пюпитр — символ святого Иоанна Евангелиста и Боговдохновенного слова.
В углах арок расположены аллегорические фигуры четырёх основных добродетелей (из них самая известная — аллегория Силы в образе обнажённого Геркулеса), защищающего львицу и львёнка, а также Иоанна Крестителя и архангела Михаила. Вероятно, скульптор был вдохновлён античными триумфальными арками, которые он видел в Риме и во время поездок в Остию. Так же, как и на пизанской кафедре, скульптуры Триумфальной арки Константина венчают капители колонн, а балюстрада декорирована рельефами. На рельефах изображены сцены из жизни Христа: Благовещение и Рождество, Поклонение волхвов, Принесение во храм, Распятие, Страшный Суд. Рельефы кафедры, за исключением Распятия и Страшного Суда, отражают знакомство скульптора с изображениями на древнеримских саркофагах из соседнего Кампо-Санто в Пизе. Причём Пизано использовал в своей работе и технические приёмы античных мастеров. Особенно заметно античное влияние в образе Мадонны Рождества, похожей на римскую матрону. Пьедестал центральной опоры оформлен скульптурными изображениями пороков: зла, ереси, зависти, скупости. Ранее рельефы и скульптуры из каррарского мрамора для придания бо́льшей выразительности были окрашены.
Между 1260 и 1264 годами Пизано завершил строительство купола баптистерия в Пизе, который был начат архитектором Диотисальви. Он увеличил высоту баптистерия и увенчал его системой из двух совмещённых куполов: полусферического и усечённого конического. Фасад баптистерия в 1277—1284 годах оформлял скульптурами его сын Джованни Пизано.
В 1264 году Пизано был заказан ковчег для мощей святого Доминика в базилике Сан-Доменико в Болонье. Он, безусловно, разработал проект ковчега, но его вклад в воплощение замысла в материале был, вероятно, минимален. В 1265 году скульптор уже работал над кафедрой для Сиенского собора.
Восьмиугольная кафедра (завершена в ноябре 1268 года) похожа на пизанскую, но бо́льшего размера и богаче декорирована. Девять колонн (на восемь опираются арки и одна установлена по центру) из гранита, порфира и зеленого мрамора поддерживают собственно кафедру. Четыре колонны опираются на базы, другие — на спины львов и львиц, на базе центральной колонны помещены аллегорические фигуры свободных искусств и философии.
Многофигурные рельефы, на тему спасения и Страшного суда, несут печать влияния французской романики. В работе над этой кафедрой Пизано помогали его сын Джованни, Лапо ди Ричевуто, Арнольфо ди Камбио и другие мастера.
Оставаясь в русле готической традиции, Никколо Пизано, успешно переосмыслял античные образы согласно христианской иконографии, наполняя их новым содержанием. Так в основе композиции пизанского Баптистерия Распятие лежат византийские образцы, известные по изделиям из слоновой кости, Страшный Суд трактован в духе французской готики.
«Никколо Пизано — архаический мастер, в целом, помимо античных образцов, ориентировавшийся на примеры раннехристианского и романского искусства, но он сумел наполнить их духовным напряжением не свойственным ни греческим, ни римским мастерам». От Пизано «пошла» сиенская школа скульптуры, отличная от «изнеженной» флорентийской «остротой и крепостью грубоватых, утяжелённых, но по-своему выразительных объёмов».

## Галерея
- Фонтан Маджоре в Перудже. Между 1275—1278
- Снятие с креста. Рельеф люнета портала собора в Лукке
- Кафедра Сиенского собора. 1265
- Кафедра пизанского Баптистерия. 1255 – 1284
- Верхняя часть кафедры
- Поклонение волхвов
- Благовещение и Рождество. 1260
- Геркулес, защищающий львицу и львёнка. Аллегория силы